# 10300 Танакадате
10300 Танакадате (10300 Tanakadate) — астероїд головного поясу, відкритий 6 березня 1989 року.
Тіссеранів параметр щодо Юпітера — 3,630.
Названо на честь Танакадате (яп. たなかだて(田中館) танакадате).